# Roberto Guerrero (ciclista)
Roberto Guerrero (10 de octubre de 1923 – 10 de julio de 2011) fue un ciclista olímpico argentino que compitió en los Juegos Olímpicos de Londres 1948 en la modalidad de equipos.